# Hapalomys suntsovi
Hapalomys suntsovi — вид гризунів, ендемік В'єтнаму.

## Морфологічна характеристика
Довжина голови і тулуба від 127 до 146 мм, довжина хвоста від 150 до 165 мм. Волосяний покрив щільний і м'який. Дорсальні частини сірувато-коричневі, а черевні білі. Лінія розмежування з боків чітка. Великий палець ноги повністю протиставний і оснащений кігтем. Хвіст довший за голову і тулуб і має пучок довгого волосся на кінчику.

## Середовище проживання
Мешкає в бамбукових лісах на висоті близько 540 метрів над рівнем моря.